# Marea Demisie

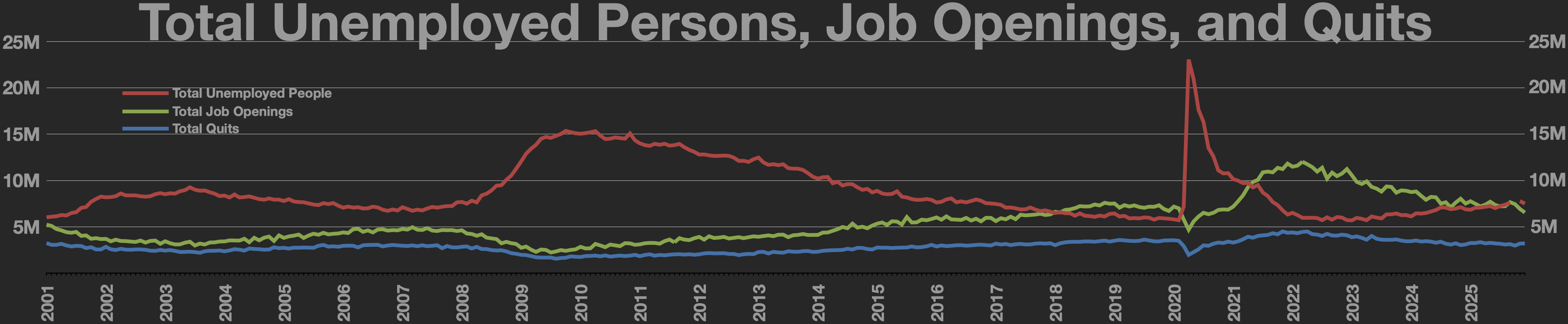

The Great Resignation (în traducere liberă, Marea Demisie), cunoscută și sub numele de Big Quit, este o tendință economică curentă în care angajații au demisionat voluntar de la locurile lor de muncă în masă, începând cu începutul anului 2021, în principal în Statele Unite. Printre cauzele posibile ale fenomenului se numără stagnarea salariilor⁠(d) pe fondul creșterii costului vieții⁠(d), libertatea economică oferită de plățile stimulative⁠(d) pentru COVID-19, nemulțumirea acumulată față de locul de muncă⁠(d) și preocupările legate de siguranță legate de pandemia COVID-19. Unii economiști au descris Marea Demisie ca ceva similar unei greve generale⁠(d).
Termenul a fost inventat de Anthony Klotz, profesor de management la Mays Business School din cadrul Univesității Texas A&M⁠(d), care a prezis exodul în masă în mai 2021.

## Context
În cei douăzeci de ani de până la momentul februarie 2021, la aproximativ un an după începutul pandemiei de COVID-19, rata demisiilor din Statele Unite nu depășise niciodată 2,4% din totalul forței de muncă pe lună. Ratele ridicate ale demisiilor indică încrederea lucrătorilor în capacitatea de a obține locuri de muncă mai bine plătite, ceea ce coincide de obicei cu o perioadă de stabilitate economică⁠(d) ridicată, un număr mare de persoane angajate și rate scăzute ale șomajului. În schimb, în perioadele de șomaj ridicat, ratele demisiilor tind să scadă pe măsură ce scad și ratele de angajare. De exemplu, în timpul Marii Recesiuni, rata demisiilor în SUA a scăzut de la 2,0% la 1,3%, iar rata angajărilor a scăzut de la 3,7% la 2,8%.
În timpul pandemiei de COVID-19, rata demisiilor în SUA a urmat inițial acest model. În martie și aprilie 2020, un record de 13 și, respectiv, 9,3 milioane de lucrători (8,6% și 7,2%) au fost disponibilizați, iar rata de demisie a scăzut ulterior la minimul ultimilor șapte ani — 1,6%. O mare parte din concedieri și demisii au fost determinate de femei, care lucrează în mod disproporționat în industriile care au fost cele mai afectate de lockdown, cum ar fi industriile de servicii⁠(d) și îngrijirea copiilor⁠(d).
Pe măsură ce pandemia a continuat, însă, lucrătorii au început, în mod paradoxal, să-și părăsească în număr mare locurile de muncă, în condițiile unei penurii de forță de muncă⁠(d) și în ciuda șomajului ridicat.

## Cauze
Pandemia de COVID-19 a permis angajaților să-și regândească cariera, condițiile de muncă și obiectivele pe termen lung. Multe locuri de muncă au încercat să-și aducă angajații în persoană, dar mulți angajați și-au dorit libertatea muncii de la distanță din cauza pandemiei de COVID-19, precum și flexibilitatea programului, care, pentru majoritatea celor intervievați de Bankrate⁠(d) în august 2021, a fost motivul principal pentru a căuta un nou loc de muncă. În plus, mulți angajați, în special din cohortele mai tinere, au dorit să obțină un mai bun echilibru între viața profesională și viața privată⁠(d). Milioane de oameni au început să sufere și de dizabilități cauzate de Long COVID⁠(d), care le-a afectat capacitatea sau dorința de a munci.
Restaurantele și hotelurile, industriile care necesită interacțiune în persoană, au fost cele mai afectate de valurile de demisii. Plățile de stimulare pentru COVID-19 și creșterea ajutoarelor de șomaj⁠(d) le-au permis celor care se bazează pe locuri de muncă cu salarii mici pentru a supraviețui să rămână acasă. Chiar și așa, anularea ajutoarelor de șomaj nu a avut ca rezultat crearea semnificativă de locuri de muncă. Pe de altă parte, mulți lucrători care sunt nemulțumiți de locurile lor de muncă declară că nu pot demisiona din cauza barierelor economice, mulți dintre acești lucrători fiind persoane de culoare. Sekou Siby, președinte și CEO la organizația americană non-profit Restaurant Opportunities Center United⁠(d), a comentat: „Există mai multă concurență între industrii, așa că angajații se simt pe o poziție mai puternică decât oricând, dar asta nu înseamnă că toată lumea poate poate să-și părăsească locurile de muncă actuale”.
Potrivit unui studiu realizat de Adobe, exodul este împins de milenniali și de generația Z, care au cea mai mare probabilitate să fie nemulțumiți de munca lor⁠(d). Mai mult de jumătate din cei din generația Z au declarat că au de gând să își caute un nou loc de muncă în următorul an. Harvard Business Review⁠(d) a constatat că cohorta între 30 și 45 de ani avea cea mai mare creștere a ratei demisiilor. Angajații aparținând minorităților rasiale, cu salarii mici și angajații din prima linie a combaterii pandemiei sunt și ei mai nemulțumiți de munca lor, potrivit companiei de administrare a activelor Mercer⁠(d).
Un document de lucru al FMI, redactat de Carlo Pizzinelli și Ippei Shibata, s-a concentrat pe cauzele scăderii ratei de angajare pe piețele muncii din SUA și Regatul Unit, în comparație cu nivelurile dinainte de COVID-19. Ei au identificat nepotrivirea locurilor de muncă (adică nepotrivirea dintre zonele în care oamenii își caută de lucru și cele unde sunt cele mai multe posturi vacante) ca având un rol „modest”, fiind mai puțin semnificativă decât în urma crizei financiare globale⁠(d). Efectul pandemiei asupra femeilor⁠(d), care a declanșat așa-numita she-cession, a fost considerat ca reprezentând aproximativ 16% din deficitul total de locuri de muncă din SUA, dar foarte puțin sau nimic din deficitul din Regatul Unit. Între timp, autorii atribuie 35% atât din deficitul din Regatul Unit, cât și din cel din SUA, retragerii angajaților în vârstă (cu vârsta cuprinsă între 55 și 74 de ani) din forța de muncă. Pe de altă parte, Harvard Business Review a afirmat că rata demisiilor a scăzut de fapt pentru cei cu vârsta cuprinsă între 60 și 70 de ani (în comparație cu rata din 2020).

## Impact

### Statele Unite
În aprilie 2021, pe măsură ce ratele de vaccinare împotriva COVID-19 au crescut, au început să apară semenele apariției Marii Demisii în Statele Unite. În acea lună, un număr-record de 4 milioane de americani și-au părăsit locurile de muncă. În iunie 2021, aproximativ 3,9 milioane de angajați americani și-au părăsit locul de muncă. Demisiile au fostmai răspândite în Sud, unde 2,9% din forța de muncă și-a părăsit voluntar locurile de muncă în iunie, urmate de Midwest (2,8%) și de Vest (2,6%). Nord-estul⁠(d) a fost cea mai stabilă regiune, unde 2% dintre angajați au demisionat în iunie.
În octombrie 2021, Biroul de Statistică a Muncii⁠(d) din SUA a declarat că ratele de demisie ale angajaților din sectorul alimentar au crescut la 6,8%, ceea ce este cu mult peste media industriei, de 4,1%, din ultimii 20 de ani, și încă mai mare decât vârfurile de demisie ale industriei, de 5%, din 2006 și 2019.  Industria comerțului cu amănuntul a avut a doua cea mai mare rată de demisie, cu 4,7%. De la începutul pandemiei până în noiembrie 2021, aproximativ unul din cinci angajați din domeniul sănătății⁠(d) și-au părăsit locul de muncă.
Conform Work Trend Index din 2021 al companiei Microsoft, mai mult de 40% din forța de muncă globală se gândea să renunțe la locul de muncă în 2021. Potrivit unui sondaj PricewaterhouseCoopers realizat la începutul lunii august 2021, 65% dintre angajați au spus că își caută un nou loc de muncă, iar 88% dintre directori au spus că compania lor înregistrează un turnover⁠(d) mai mare decât în mod normal. Un studiu Deloitte publicat în revista Fortune în octombrie 2021 a constatat că printre companiile Fortune 1000, 73% dintre directori executivi anticipau că deficitul de muncă le va perturba afacerile în următoarele 12 luni, 57% credeau că atragerea talentelor este printre cele mai mari provocări ale companiei lor, iar 35% deja extinseseră beneficiile oferite angajaților pentru a consolida retenția forței de muncă⁠(d).
Creșterea salariilor⁠(d) a înregistrat un salt; în decembrie 2021, ea a atins 4,5%, cea mai mare din iunie 2001. Unii angajatori din industria fast-food, cum ar fi McDonalds, oferă mai multe beneficii, cum ar fi burse de studii universitare și beneficii de asistență medicală, pentru a-și readuce angajații. Locurile de muncă în sectorul public au avut o retenție mai mare a lucrătorilor în comparație cu locurile de muncă din sectorul privat, în mare parte datorită beneficiilor mai mari, cum ar fi concediul parental plătit⁠(d).
În mijlocul Marii Demisii, a început un val de greve cunoscut sub numele de Striketober⁠(d), în care peste 100.000 de muncitori americani au participat ori s-au pregătit de grevă. În timp ce discutau despre Striketober, unii economiști descriau Marea Demisie ca fiind o grevă generală⁠(d) împotriva condițiilor proaste de muncă și a salariilor mici.

### Europa
Un sondaj efectuat pe 5.000 de persoane în Belgia, Franța, Regatul Unit, Germania și Țările de Jos, realizat de compania de resurse umane SD Worx, a constatat că angajații din Germania înregistrau cele mai multe demisii legate de COVID-19, cu 6% dintre angajați părăsindu-și locul de muncă. Pe locurile următoare erau Regatul Unit cu 4,7%, Țările de Jos cu 2,9% și Franța cu 2,3%. Belgia a avut cel mai mic număr de demisii, cu 1,9%.
Unele date preliminare arată o creștere a numărului de demisii în Italia, începând cu al doilea trimestru al anului 2021. Creșterea înregistrată nu a fost doar în termeni absoluți, ci și în ceea ce privește rata demisiilor (calculată ca demisii în raport cu populația ocupată) și ponderea demisiilor (calculată ca demisii pe totalul încetărilor de contracte de muncă).

### China
O mișcare similară de protest social are loc în China, denumită Tang ping⁠(d) (în traducere literală, stând întins). A început aproximativ în aceeași perioadă cu Marea Demisie, în aprilie 2021. Ea reprezintă o respingere a presiunii societății de a munci excesiv⁠(d), ca de exemplu în sistemul programului de muncă 996. Participanții la tang ping aleg în schimb să „se stea întinși pe jos și să treacă peste bătăi” printr-o atitudine mai indiferentă față de viață.

### India
În India s-au înregistrat demisii pe scară largă în multe sectoare ale economiei. Sectorul tehnologiei informației, în special, a suferit pierderi masive, cu peste un milion de demisii în 2021.

### Australia
Australia vede un număr fără precedent de angajați care își părăsesc locurile de muncă pentru salarii și condiții de muncă mai bune. În IT, salariile au crescut cu mult peste 10% în multe domenii.